# Bioglan
Bioglan AB är ett svenskt läkemedelsföretag som tillverkar och utvecklar läkemedel. Företaget är baserat i Malmö och är en del av spanska Reig Jofré Group sedan 2009. Bioglan grundades 1984 och har cirka 100 anställda och är en CDMO (kontraktstillverkare) och tillverkar läkemedel åt andra företag utöver egen tillverkning. Bioglan tillverkar flera läkemedel som säljs i Sverige, till exempel Capsina, Microcid och Tenutex.